# Съглашенски теснолинейки на Солунския фронт
Дековилните железопътни линии на Солунския фронт са строени в Гърция по време на Първата световна война между 1916 – 1918 година от страна на Антантата за военните ѝ цели.
След капитулацията на Сърбия през 1915 година Източна Македония е окупирана от германски и български войски, а Централна и Западна Македония - от френски и британски военни, което установява Солунския фронт. Френските и британските части и техните гръцки съюзници разполагат в и около Солун с редица обширни военни логистични съоръжения. Различни припаси е трябвало да се пренасят до разни военни части на фронта. Тъй като Солунският фронт е относително устойчив се открива възможност да бъдат изградени железопътни линии за тази цел. Почти всички линии са от типа дековилни теснолинейни железници. Някои от тези линии са напълно изолирани от железопътната мрежа на Гърция, докато други започват от главни железопътни гари.

## Линии
Най-важните такива линии са следните:
| Име                                   | От       | До       | Бележка |
| ------------------------------------- | -------- | -------- | --- |
| Ставроска теснолинейка                | Сирачево | Ставрос  | 66 km дълга линия, строена от британската армия, поета от Гръцката държавна железница (СЕК) през 1921 година, която я използва до 1947 година. Запазена е по желание на гръцката армия до 1952 година, когато е разглобена. Главната подвижна сила се състои от парни локомотиви Baldwin 4-6-0T Първоначално 100 km до Зиляхово, съкратена на 70 km до Ташли (до днешното село Лонгари) и накрая 67 km до Ставрос. |
| Влакче на Караджова                   | Въртокоп | Съботско | 42 km дълга линия след войната е предадена на „Chemins de fer Vicinaux de Macedoine“ в 1923 година, която обаче не успява да направи печалба и линията е предадена на СЕК през 1932 година, която затваря линията от своя страна през 1936 година. |
| Железопътна линия Арменово – Скочивир | Арменово | Скочивир | |
| Коджадеренска теснолинейка            | Боймица  | Купа     | |
| Железопътна линия Гудели – Коприва    | Гудели   | Коприва  | |
| Железопътна линия Катерини – Дрянища  | Катерини | Дрянища  | Минна линия за транспорт на кафяви (лигнитни) въглища. |
| Железопътна линия Саръгьол – Шемница  | Саръгьол | Шемница  | |
| Железопътна линия Наръш – Ватилък     | Наръш    | Ватилък  | |